# Simon Sandberg
Simon Christer Sandberg (Partille, 25 marzo 1994) è un calciatore svedese, difensore del Sirius.

## Carriera
Fino al dicembre 2009 ha fatto parte delle giovanili del Björndammens BK, formazione minore del circondario di Göteborg.
Nel 2010 è entrato nel vivaio dell'Häcken, dove è rimasto tre anni prima di disputare le prime partite presenze ufficiali in prima squadra. Ha debuttato in Allsvenskan il 23 maggio 2013, sostituendo Tibor Joza al 33' minuto della sfida esterna vinta per 3-0 sul Syrianska.
Il 5 maggio 2016 ha realizzato l'ultimo rigore della finale di Coppa di Svezia tra Malmö FF e Häcken decisa dal dischetto, consegnando di fatto al suo club il primo trofeo nazionale.
Nel luglio seguente ha lasciato la Svezia per approdare in Bulgaria, acquistato dal Levski Sofia. Durante questa parentesi non ha però trovato particolare spazio.
A partire dal gennaio 2018, Sandberg è tornato a far parte di un club svedese con l'ingaggio da parte dell'Hammarby, formazione in cui è rimasto fino al dicembre 2022 prima di lasciare a parametro zero. Nei suoi cinque campionati in biancoverde, Sandberg ha totalizzato (oltre agli incontri in Coppa di Svezia, Europa League ed Europa Conference League) 122 presenze, gran parte delle quali da titolare.
Nel febbraio 2023 è tornato ufficialmente ad essere un giocatore dell'Häcken, a fronte della firma di un accordo triennale. Nell'Allsvenskan 2023 ha collezionato 25 presenze su 30 giornate, tuttavia nella prima metà del campionato 2024 è stato utilizzato soltanto in un'occasione.
Il 27 luglio 2024 è stato ceduto ai greci del Lamia, ma la parentesi ellenica è durata solo pochi mesi, fino alla fine dell'anno solare.
Rientrato in patria, ha iniziato l'Allsvenskan 2025 con la maglia del Sirius, in seguito al suo ingaggio a parametro zero con un contratto di breve durata fino all'estate 2025.

## Palmarès

### Club

#### Competizioni nazionali
- Coppa di Svezia: 1

Hammarby: 2020-2021